# كأس إسكتلندا 1900–01
كأس اسكتلندا 1900–01 (بالإنجليزية: 1900–01 Scottish Cup)‏ هو موسم من كأس اسكتلندا. فاز فيه هارت أوف ميدلوثيان.